# Sereine (Meuzin)
Die Sereine ist ein Fluss in Frankreich, der in der Region Bourgogne-Franche-Comté verläuft. Sie entspringt im nördlichen Gemeindegebiet von Broin, entwässert generell in südwestlicher Richtung durch ein großes Waldgebiet und mündet nach rund 20 Kilometern im Gemeindegebiet von Corgengoux als linker Nebenfluss in den Meuzin.
Die Sereine passiert in ihrem Lauf hauptsächlich das Département Côte-d’Or und bildet kurz vor ihrer Mündung auf einer kurzen Strecke die Grenze zum benachbarten Département Saône-et-Loire. Im Mittelteil quert der Fluss die Autobahn A36.

## Orte am Fluss
(Reihenfolge in Fließrichtung)
- Broin
- Auvillars-sur-Saône
- Bagnot
- Corberon
- Grosbois, Gemeinde Corgengoux
- Mazerotte, Gemeinde Corgengoux